# Daniel Landa
Pour les articles homonymes, voir Landa.
Daniel Landa (né le 4 novembre 1968 à Prague) est un chanteur et compositeur tchèque. Il est occasionnellement acteur.

## Vie
Daniel Landa a terminé des études de théâtre et de musique au conservatoire de Prague en 1988.
Il commence sa carrière musicale en 1987 avec David Matásek en créant le groupe Orlík, qui appartenait à la scène du rock skinhead tchèque, avec des textes ouvertement racistes. Lorsqu'en 1991, les fans du groupe commencent à se "radicaliser", Daniel Landa quitte le groupe. Selon ses propres mots, une limite avait été franchie. Le groupe Orlík se dissout peu de temps après. 
Daniel Landa a alors commence une carrière solo et renié son passé skinhead. Il a déclaré dans le documentaire Třináctá komnata, diffusé sur la télévision tchèque : " je n'étais qu'un petit con" (Byl jsem malej srab).
En 1990, Landa épouse la réalisatrice allemande Mirjam Müller Landa. Ils ont ensemble une fille Anastázie et des jumeaux Roxana et Rozálie.

## Controverses
Landa est un artiste controversé. Ses deux premiers albums sont ouvertement nationalistes et racistes (tout particulièrement contre les gitans, une importante minorité de République tchèque).

## Discographie
Projets  avec d'autres artistes
Smrtihlav - 1998 
Krysař II. (Le joueur de flute II.) - 1996 
Krysař I. (Le joueur de flute  I.)- 1996 
Carrière solo
Bouře (live) (Tempête) - 2006 
Neofolk - 2004 
Best of Landa 2 - 2004 
Vltava Tour (live) - 2003 
9mm argumentů (9mm d'arguments) - 2002 
Best of Landa - 2000 
Konec (La fin) - 1999 
Pozdrav z fronty (Salutations du front) - 1997 
Chcíply dobrý víly (Les bonnes fées sont mortes) - 1995 
Valčík (Valse) - 1993 
Albums avec Orlík
Demise (Démission) - 1991 
Oi! - 1990 

## Filmographie
- Le troisième étage (Třetí patro) (TV) 1985
- Le cas Kolman (Případ Kolman) (TV) 1986
- Copak je to za vojáka... (desátník) 1987
- Pourquoi (Proč?) (Pavel) 1987
- Le signe de Caïn (Kainovo znamení) (Albín) 1989
- Seulement au sujet d'événements familiaux (Jen o rodinných záležitostech) (Le surveillant) 1990
- Douleur silencieuse (Tichá bolest) (Vrábel) 1990
- Les barons noirs (Černí baroni) (Halík) 1992

Alles Außer Mord: Tödlicher Irrtum (TV) 1995 
Alles außer Mord: Hals über Kopf (TV) 1996 
- Kvaska (Franta) 2007